# ブスアンガ島
ブスアンガ島（英語: Busuanga Island）はフィリピンのカラミアン諸島最大の島。ミンドロ島とパラワン島の中間地点にあり、西の南シナ海と東のスールー海を隔てている。南部にはカラミアン諸島の主要な島であるコロン島とクリオン島が存在する。東北部にはカラウィット島が存在する。
パラワン州に属しており、パラワン州内でパラワン島に次いで2番目に大きい島でもある。ブスアンガ島は島内の西側の3分の1がブスアンガの自治体に属し、残りの東側の3分の1がコロンの自治体に属している。
第2次世界大戦中には日本が占領し、マンガンが採掘されていた。第2次世界大戦中の1944年9月24日にアメリカ海軍によるコロン湾空襲によって日本の艦船12隻が撃沈され、これらの沈没船などからスクーバダイビングでよく知られている。
鳥獣・野生動物保護地域にもなっており、カラウィット島では1970年代に輸入されたアフリカの生物が生息している。

## 註
1. ↑  “自給経済確立へ 溌刺たる新生比島の将来”. 神戸大学付属図書館 電子図書館 新聞記事文庫.   大阪朝日新聞 (1942年5月10日). 2014年7月8日閲覧。
2. ↑  “風光明媚なブスアンガ島”.   フィリピン政府観光省. 2014年7月8日閲覧。